# Campeonato colombiano 1991
El Campeonato colombiano 1991 (conocido como Copa Mustang 1991 por motivos de patrocinio) fue la cuadragésimo cuarta (44.°) edición de la Categoría Primera A del fútbol profesional colombiano, siendo el torneo de Primera División en la temporada 1991.
Atlético Nacional se coronó campeón, logrando su quinta estrella dirigido por Hernán Darío Gómez.

## Sistema de juego
El Torneo Apertura se disputó mediante 12 fechas, bajo el sistema de triangulares y pentagonales regionales, y el Finalización con 28 jornadas más, todas bajo el sistema de todos contra todos para completar 40 fechas en la primera vuelta. Posteriormente, los ocho mejores equipos clasificaron a los cuadrangulares semifinales. De allí los cuatro mejores clasificaron para disputar el título del año. El primero del cuadrangular final se coronaría campeón y junto al subcampeón clasificarán directamente para la fase de grupos de la Copa Libertadores 1992.
Según la reclasificación, los clubes recibían puntajes de bonificación distribuidos así: primer lugar 1 punto; segundo lugar 0,75; tercer lugar 0,50; cuarto lugar 0,25. Estos puntos fueron tomados en cuenta para la definición de las fases semifinal y final del torneo.
Aunque este año se creó oficialmente por parte de la División Mayor del Fútbol Colombiano el torneo de la Primera B, el sistema de ascenso y descenso no se implementó completamente, ya que ningún equipo proveniente de esta temporada descendería para la próxima.

## Equipos participantes

### Datos de los clubes
| Equipo                 | Ciudad       | Estadio                        |
| ---------------------- | ------------ | ------------------------------ |
| América de Cali        | Cali         | Olímpico Pascual Guerrero      |
| Atlético Bucaramanga   | Bucaramanga  | Alfonso López                  |
| Atlético Nacional      | Medellín     | Atanasio Girardot              |
| Cúcuta Deportivo       | Cúcuta       | General Santander              |
| Deportes Quindío       | Armenia      | Centenario                     |
| Deportes Tolima        | Ibagué       | Manuel Murillo Toro            |
| Deportivo Cali         | Cali         | Olímpico Pascual Guerrero      |
| Deportivo Pereira      | Pereira      | Hernán Ramírez Villegas        |
| Independiente Medellín | Medellín     | Atanasio Girardot              |
| Junior                 | Barranquilla | Metropolitano Roberto Meléndez |
| Millonarios            | Bogotá       | Nemesio Camacho El Campín      |
| Once Caldas            | Manizales    | Fernando Londoño Londoño       |
| Santa Fe               | Bogotá       | Nemesio Camacho El Campín      |
| Sporting               | Barranquilla | Metropolitano Roberto Meléndez |
| Unión Magdalena        | Santa Marta  | Eduardo Santos                 |

### Localización
| Antioquia          | 2 | Atlético Nacional e Independiente Medellín | Nacional DIM Millonarios Santa Fe Caldas Pereira Quindío América Cali Bucaramanga Cúcuta Tolima Unión Junior Sporting |
| Atlántico          | 2 | Junior y Sporting                          | Nacional DIM Millonarios Santa Fe Caldas Pereira Quindío América Cali Bucaramanga Cúcuta Tolima Unión Junior Sporting |
| Bogotá, D. C.      | 2 | Millonarios y Santa Fe                     | Nacional DIM Millonarios Santa Fe Caldas Pereira Quindío América Cali Bucaramanga Cúcuta Tolima Unión Junior Sporting |
| Valle del Cauca    | 2 | América de Cali y Deportivo Cali           | Nacional DIM Millonarios Santa Fe Caldas Pereira Quindío América Cali Bucaramanga Cúcuta Tolima Unión Junior Sporting |
| Caldas             | 1 | Once Caldas                                | Nacional DIM Millonarios Santa Fe Caldas Pereira Quindío América Cali Bucaramanga Cúcuta Tolima Unión Junior Sporting |
| Magdalena          | 1 | Unión Magdalena                            | Nacional DIM Millonarios Santa Fe Caldas Pereira Quindío América Cali Bucaramanga Cúcuta Tolima Unión Junior Sporting |
| Norte de Santander | 1 | Cúcuta Deportivo                           | Nacional DIM Millonarios Santa Fe Caldas Pereira Quindío América Cali Bucaramanga Cúcuta Tolima Unión Junior Sporting |
| Quindío            | 1 | Deportes Quindío                           | Nacional DIM Millonarios Santa Fe Caldas Pereira Quindío América Cali Bucaramanga Cúcuta Tolima Unión Junior Sporting |
| Risaralda          | 1 | Deportivo Pereira                          | Nacional DIM Millonarios Santa Fe Caldas Pereira Quindío América Cali Bucaramanga Cúcuta Tolima Unión Junior Sporting |
| Santander          | 1 | Atlético Bucaramanga                       | Nacional DIM Millonarios Santa Fe Caldas Pereira Quindío América Cali Bucaramanga Cúcuta Tolima Unión Junior Sporting |
| Tolima             | 1 | Deportes Tolima                            | Nacional DIM Millonarios Santa Fe Caldas Pereira Quindío América Cali Bucaramanga Cúcuta Tolima Unión Junior Sporting |

## Reclasificación
En la tabla de reclasificación se resumen todos los partidos jugados por los 15 equipos entre los meses de febrero y noviembre en los torneos Apertura y Finalización.
| Pos | Equipo                 | Pts | PJ | PG | PE | PP | GF | GC | Dif |
| --- | ---------------------- | --- | -- | -- | -- | -- | -- | -- | --- |
| 1.  | Junior                 | 54  | 40 | 21 | 12 | 7  | 71 | 43 | 28  |
| 2.  | Deportes Quindío       | 51  | 40 | 22 | 7  | 11 | 53 | 38 | 15  |
| 3.  | América de Cali        | 49  | 40 | 18 | 13 | 9  | 64 | 44 | 20  |
| 4.  | Millonarios            | 49  | 40 | 17 | 15 | 8  | 63 | 43 | 20  |
| 5.  | Atlético Nacional      | 48  | 40 | 17 | 14 | 9  | 59 | 40 | 19  |
| 6.  | Santa Fe               | 46  | 40 | 19 | 8  | 13 | 63 | 53 | 10  |
| 7.  | Independiente Medellín | 46  | 40 | 16 | 14 | 10 | 54 | 41 | 13  |
| 8.  | Atlético Bucaramanga   | 45  | 40 | 17 | 11 | 12 | 58 | 47 | 11  |
| 9.  | Unión Magdalena        | 42  | 40 | 15 | 12 | 13 | 51 | 47 | 4   |
| 10. | Once Caldas            | 39  | 40 | 13 | 13 | 14 | 56 | 62 | -6  |
| 11. | Deportivo Cali         | 37  | 40 | 12 | 13 | 15 | 41 | 42 | -1  |
| 12. | Cúcuta Deportivo       | 26  | 40 | 6  | 14 | 20 | 45 | 74 | -29 |
| 13. | Sporting               | 24  | 40 | 8  | 8  | 24 | 42 | 71 | -29 |
| 14. | Deportes Tolima        | 22  | 40 | 7  | 8  | 25 | 25 | 72 | -47 |
| 15. | Deportivo Pereira      | 22  | 40 | 6  | 10 | 24 | 28 | 56 | -28 |

 Pts=Puntos; PJ=Partidos jugados; PE=Partidos empatados; P=Partidos perdidos; GF=Goles a favor; GC=Goles en contra; DIF=Diferencia de gol
|  | Clasificado para los cuadrangulares semifinales. |
|  | Eliminado.                                       |

## Cuadrangulares semifinales
La segunda fase del Campeonato colombiano 1991 consiste en los cuadrangulares semifinales. Estos los disputan los ocho mejores equipos de todo el año, distribuidos en dos grupos de cuatro. Los cuatro primeros recibieron puntaje de bonificación previo al inicio de esta etapa. Los dos mejores de cada grupo avanzan al cuadrangular final para definir al campeón y los cupos a la Copa Libertadores.

### Grupo A
| Pos | Equipo                 | Bon  | Pts  | PJ | PG | PE | PP | GF | GC | Dif |
| --- | ---------------------- | ---- | ---- | -- | -- | -- | -- | -- | -- | --- |
| 1.  | Atlético Nacional      | 0,25 | 8,25 | 6  | 3  | 2  | 1  | 12 | 8  | 4   |
| 2.  | Junior                 | 1    | 8    | 6  | 3  | 1  | 2  | 12 | 10 | 2   |
| 3.  | Millonarios            | 1    | 7    | 6  | 2  | 2  | 2  | 9  | 11 | -2  |
| 4.  | Independiente Medellín | 0,25 | 3,25 | 6  | 1  | 1  | 4  | 6  | 10 | -4  |

Tabla final del Cuadrangular Semifinal A de 1991 tomada del diario El Tiempo del 28 de noviembre de 1991.

### Grupo B
| Pos | Equipo               | Bon  | Pts  | PJ | PG | PE | PP | GF | GC | Dif |
| --- | -------------------- | ---- | ---- | -- | -- | -- | -- | -- | -- | --- |
| 1.  | América de Cali      | 0,50 | 8,50 | 6  | 4  | 0  | 2  | 10 | 8  | 2   |
| 2.  | Santa Fe             | 0,75 | 7,75 | 6  | 3  | 1  | 2  | 9  | 8  | 1   |
| 3.  | Deportes Quindío     | 0,75 | 5,75 | 6  | 2  | 1  | 3  | 9  | 10 | -1  |
| 4.  | Atlético Bucaramanga | 0,50 | 4,50 | 6  | 1  | 2  | 3  | 6  | 8  | -2  |

 Bon=Puntaje de bonificación; Pts=Puntos; PJ=Partidos jugados; PE=Partidos empatados; P=Partidos perdidos; GF=Goles a favor; GC=Goles en contra; DIF=Diferencia de gol
|  | Clasificado al cuadrangular final. |

## Cuadrangular final
| Pos | Equipo            | Bon  | Pts   | PJ | PG | PE | PP | GF | GC | Dif |
| --- | ----------------- | ---- | ----- | -- | -- | -- | -- | -- | -- | --- |
| 1.  | Atlético Nacional | 0,25 | 10.25 | 6  | 4  | 2  | 0  | 8  | 3  | 5   |
| 2.  | América de Cali   | 0,50 | 7,50  | 6  | 3  | 1  | 2  | 12 | 7  | 5   |
| 3.  | Junior            | 1    | 5     | 6  | 2  | 1  | 3  | 10 | 9  | 1   |
| 4.  | Santa Fe          | 0,75 | 2,75  | 6  | 1  | 0  | 5  | 4  | 15 | -11 |

 Bon=Puntaje de bonificación; Pts=Puntos; PJ=Partidos jugados; G=Partidos ganados; E=Partidos empatados; P=Partidos perdidos; GF=Goles a favor; GC=Goles en contra; DIF=Diferencia de gol
|  | Campeón, clasificado para la Copa Libertadores 1992.    |
|  | Subcampeón, clasificado para la Copa Libertadores 1992. |
|  | Tercer lugar, clasificado para la Copa Conmebol 1992.   |

|                                      |
| Bandera de Colombia                  |
| Campeón Atlético Nacional 5.º título |

## Goleadores
| Jugador               | Equipo            | Goles |
| --------------------- | ----------------- | ----- |
| Iván René Valenciano  | Junior            | 30    |
| Jorge da Silva        | América de Cali   | 20    |
| José Manuel Rodríguez | Deportivo Cali    | 18    |
| Orlando Maturana      | América de Cali   | 17    |
| Adolfo Valencia       | Santa Fe          | 17    |
| Faustino Asprilla     | Atlético Nacional | 16    |

## Clasificación a torneos internacionales
| Clasificado como | Copa Libertadores 1992 | Supercopa Sudamericana 1992 |
| ---------------- | ---------------------- | --------------------------- |
| Colombia 1       | Atlético Nacional      | Atlético Nacional           |
| Colombia 2       | América de Cali        |                             |

## Cambio de categoría al final de temporada
| Ascendido a la Primera A |
| ------------------------ |
| Envigado F. C.           |